# العلاقات الهندية الأيرلندية
العلاقات الهندية الأيرلندية هي العلاقات الثنائية التي تجمع بين الهند وجمهورية أيرلندا.

## العلاقات الرسمية
حدث الاعتراف المتبادل في عام 1947، عند استقلال الهند، وفُتِح التبادل الدبلوماسي لاحقًا. أنشأت الهند سفارة في أيرلندا في عام 1951، بينما فعلت أيرلندا نفس الشيء في عام 1964. أصبح ويليام وارنوك أول سفير لأيرلندا في الهند في ذلك العام. ذهب الرئيس الهندي الدكتور سارفيبالي راذاكريشنان بزيارة إلى أيرلندا للاحتفال بهذه المناسبة، وذلك في نفس العام وبإصرار من الرئيس الأيرلندي إيمون دي فاليرا. تحتفظ أيرلندا بقنصليات فخرية في مومباي وكلكتا وتشيناي وبنغالور.

## العلاقات الخارجية
أدى تفجير رحلة طيران الهند رقم 182 التي أقلعت من مونتريال إلى مومباي في 23 يونيو 1985 إلى مزيد من الروابط خارج الساحة السياسية. ارتبطت عائلات الهنود والهنود غير المقيمين بأهاكيستا ومقاطعة كورك، إذ يشهد نصب تذكاري أنيق في القرية على هذه الروابط. أدى افتتاح شارع إيمون دي فاليرا مارج في العاصمة الهندية إلى تعزيز هذه الروابط.

## العمل الخيري الأيرلندي
وردت الأنباء عن إنفاق حوالي 5 ملايين يورو في الهند سنويًا. ورد أيضًا أن جزءًا كبيرًا من التمويل سيوجَّه من خلال بعض المنظمات غير الحكومية الأيرلندية الكبيرة، بما في ذلك وكالة تروكير (الرحمة)، ووكالة غول آند كونسيرن والوكالات التي تزيد أموال المعونة الأيرلندية من مواردها الخاصة لتنفيذ برامج واسعة النطاق تركز عليها، مثل أوديشا والبنغال الغربية. مُنِحت أجزاء أخرى من الأموال لفئة ثانية من المنظمات غير الحكومية الأيرلندية والدولية لتمويل مشاريع وبرامج قائمة بذاتها من خلال صندوق المجتمع المدني. خصصت الحكومة الأيرلندية مستوى متزايدًا من الموارد لدعم عمل المجتمع المدني للشعوب الأصلية داخل البلد. قيل أيضًا إن السفارة الأيرلندية تتبع مجموعة من المبادرات والاستراتيجيات لضمان أن تنتج الموارد أقصى قدر من النتائج فيما يتعلق بالجهود المبذولة للحد من الفقر في بعض أفقر مناطق الهند. كان استخدام إحدى المنظمات غير الحكومية لأموال المعونة الأيرلندية لتطوير الآبار في مدارس الفتيات من بين الأحداث الاجتماعية البارزة في الهند. دعم هذا الهدف المزدوج المتمثل في توفير المياه النظيفة وتعزيز تعليم الأطفال الإناث.

## العلاقات الثقافية
قال وزير التعليم والمهارات كياران كانون خلال زيارة إلى الهند في نوفمبر عام 2012 مع وفد من 16 جامعة إن البلدين يملكان «روابط قديمة»؛ وأن هناك العديد من المبشرين الأيرلنديين الذين يديرون مدارس في الهند. قال أيضًا: «نريد علاقات تعليمية قوية جدًا مع الهند. لا نسعى فقط إلى قدوم الطلاب الهنود إلى أيرلندا ولكننا نريد أيضًا أن يأتي الطلاب الأيرلنديون إلى الهند. تنمو أيرلندا وتحتاج بذلك إلى التجارة. إذا كان طلابنا يتمتعون بخبرة دولية، فهذا سيسهل علينا عملية النمو». كشف الوزير الغطاء عن العديد من المنح الدراسية للطلاب الهنود للدراسة في أيرلندا. قال سينيد لوسي، مدير التعليم الدولي في اتحاد الجامعات الدولية: «يعد اختيار أيرلندا خيارًا ذكيًا للغاية للطلاب في مجالات مثل تكنولوجيا المعلومات، والأدوية، والمواد الغذائية حيث لا يوجد عدد كافٍ من الخريجين لملء الوظائف. كانت أيرلندا تتطلع إلى الهند لملء بعض من هذه الوظائف، ويُعتبر عدد الشركات متعددة الجنسيات في إيرلندا ميزة لن تجدها في بلدان أخرى، وهم يواصلون خلق فرص عمل للخريجين المهرة». تبع ذلك الفكرة الجذابة المتمثلة في الحصول على تأشيرات أطول للعمل في أيرلندا مع فرص التقدم للحصول على الإقامة والمواطنة.

## مقارنة بين البلدين
هذه مقارنة عامة ومرجعية للدولتين:
| وجه المقارنة                                              | الهند                       | جمهورية أيرلندا                                       |
| --------------------------------------------------------- | --------------------------- | ----------------------------------------------------- |
| المساحة (كم2)                                             | 3.29 مليون                  | 70.27 ألف                                             |
| عدد السكان (نسمة)                                         | 1.35 مليار                  | 4.76 مليون                                            |
| الكثافة السكانية (ن./كم²)                                 | 410.33                      | 67.74                                                 |
| العاصمة                                                   | نيودلهي                     | دبلن                                                  |
| اللغة الرسمية                                             | اللغة الهندية، لغة إنجليزية | اللغة الأيرلندية، لغة إنجليزية، الإنجليزية الأيرلندية |
| العملة                                                    | روبية هندية                 | جنيه أيرلندي، يورو، عملات اليورو الأيرلندية           |
| الناتج المحلي الإجمالي (بليون دولار)                      | 2.60 تريليون                | 333.73 مليار                                          |
| الناتج المحلي الإجمالي (تعادل القوة الشرائية) بليون دولار | 8.00 تريليون                | 318.16 مليار                                          |
| الناتج المحلي الإجمالي الاسمي للفرد دولار أمريكي          | 1.60 ألف                    | 61.13 ألف                                             |
| الناتج المحلي الإجمالي للفرد دولار أمريكي                 | 5.70 ألف                    |                                                       |
| مؤشر التنمية البشرية                                      | 0.609                       | 0.916                                                 |
| رمز المكالمات الدولي                                      | +91                         | +353                                                  |
| رمز الإنترنت                                              | .in، .भारत ‏، .بھارت ‏،        | .ie                                                   |
| المنطقة الزمنية                                           | ت ع م+05:30، توقيت الهند    | 00، ت ع م+01:00، أوروبا/دبلن ‏                         |

## منظمات دولية مشتركة
يشترك البلدان في عضوية مجموعة من المنظمات الدولية، منها:
| علم المنظمة | اسم المنظمة                        | تاريخ انضمام الهند | تاريخ انضمام جمهورية أيرلندا |
| ----------- | ---------------------------------- | ------------------ | ---------------------------- |
|             | يونسكو                             | 4 نوفمبر 1946      | 3 أكتوبر 1961                |
|             | الفريق المعني برصد الأرض           | ?                  | ?                            |
|             | مؤسسة التمويل الدولية              | 20 يوليو 1956      | 11 سبتمبر 1958               |
|             | بنك التنمية الآسيوي                | 1966               | 2006                         |
|             | منظمة حظر الأسلحة الكيميائية       | ?                  | ?                            |
|             | مؤسسة التنمية الدولية              | 24 سبتمبر 1960     | 22 ديسمبر 1960               |
|             | منظمة التجارة العالمية             | 1995               | ?                            |
|             | نظام تحكم تكنولوجيا القذائف        | 2016               | 1992                         |
|             | وكالة ضمان الاستثمار متعدد الأطراف | 6 يناير 1994       | 27 أكتوبر 1989               |
|             | الاتحاد البريدي العالمي            | ?                  | ?                            |
|             | منظمة الشرطة الجنائية الدولية      | ?                  | ?                            |
|             | الأمم المتحدة                      | 30 أكتوبر 1945     | 14 ديسمبر 1955               |
|             | الاتحاد الدولي للاتصالات           | 1869               | 8 ديسمبر 1923                |
|             | البنك الدولي للإنشاء والتعمير      | 27 ديسمبر 1945     | 8 أغسطس 1957                 |
|             | المنظمة الهيدروغرافية الدولية      | ?                  | ?                            |

## أعلام
هذه قائمة لبعض الشخصيات التي تربطها علاقات بالبلدين:
- أمالا أكينيني (ممثلة هندية، 12 سبتمبر 1968 – )
- جيم كوربت (25 يوليو 1875[25] – 19 أبريل 1955[25])
- ديبورا بريا هنري (21 يوليو 1985 – )
- ديريك أوبراين (سياسي هندي، 13 مارس 1961 – )
- ليو فرادكار (18 يناير 1979[26] – )
- مانوراما (16 أغسطس 1926 – 15 فبراير 2008)

## وصلات خارجية
- موقع وزارة الخارجية الهندية